# Kirchleerau

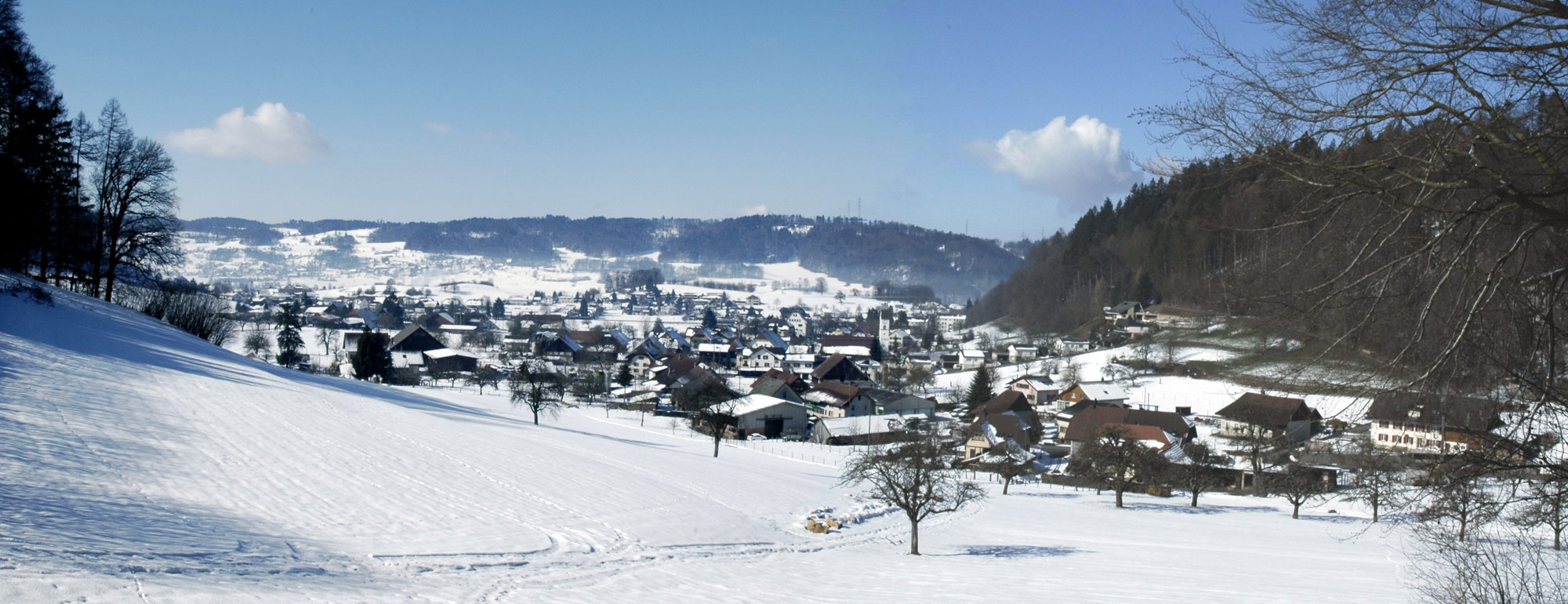
Winters beeld van Kirchleerau

Kirchleerau is een gemeente en plaats in het Zwitserse kanton Aargau en maakt deel uit van het district Zofingen.
Kirchleerau telt 772 inwoners.